# James Edwards
James Franklin Edwards (Seattle, 22 novembre 1955) è un ex cestista statunitense, professionista nella NBA.

## Carriera
Venne selezionato dai Los Angeles Lakers al terzo giro del Draft NBA 1977 (46ª scelta assoluta).

## Statistiche
| † | Denota una stagione in cui ha vinto il titolo NBA. |

### College
| Anno      | Squadra            | PG  | PT | MP   | TC%  | 3P% | TL%  | RP   | AP  | PRP | SP  | PP   |
| --------- | ------------------ | --- | -- | ---- | ---- | --- | ---- | ---- | --- | --- | --- | ---- |
| 1973-1974 | Washington Huskies | 25  | -  | -    | 42,5 | -   | 54,8 | 4,6  | -   | -   | -   | 6,8  |
| 1974-1975 | Washington Huskies | 26  | -  | 25,2 | 47,3 | -   | 54,3 | 7,5  | -   | -   | -   | 12,3 |
| 1975-1976 | Washington Huskies | 28  | -  | 29,0 | 52,3 | -   | 60,6 | 7,1  | 1,4 | -   | -   | 17,6 |
| 1976-1977 | Washington Huskies | 27  | -  | 34,8 | 55,2 | -   | 64,7 | 10,4 | 0,9 | 0,4 | 1,4 | 20,9 |
| Carriera  | Carriera           | 106 | -  | 29,7 | 50,9 | -   | 59,8 | 7,5  | -   | -   | -   | 14,6 |

### NBA

#### Regular Season
| Anno       | Squadra             | PG    | PT  | MP   | TC%  | 3P%  | TL%  | RP  | AP  | PRP | SP  | PP   |
| ---------- | ------------------- | ----- | --- | ---- | ---- | ---- | ---- | --- | --- | --- | --- | ---- |
| 1977-1978  | L.A. Lakers         | 25    | -   | 28,9 | 45,9 | 0,0  | 64,0 | 7,2 | 1,2 | 0,6 | 1,1 | 14,8 |
| 1977-1978  | Indiana Pacers      | 58    | -   | 29,0 | 45,0 | 0,0  | 64,9 | 7,5 | 1,0 | 0,6 | 0,9 | 15,4 |
| 1978-1979  | Indiana Pacers      | 82    | 82  | 31,0 | 50,1 | 0,0  | 67,6 | 8,5 | 1,1 | 0,7 | 1,3 | 16,7 |
| 1979-1980  | Indiana Pacers      | 82    | 82  | 28,2 | 51,2 | 0,0  | 68,1 | 7,0 | 1,5 | 0,7 | 1,3 | 15,7 |
| 1980-1981  | Indiana Pacers      | 81    | -   | 29,3 | 50,9 | 0,0  | 70,3 | 7,0 | 2,6 | 0,4 | 1,6 | 15,6 |
| 1981-1982  | Cleveland Cavaliers | 77    | 75  | 33,0 | 51,1 | 0,0  | 68,4 | 7,5 | 1,6 | 0,3 | 1,5 | 16,7 |
| 1982-1983  | Cleveland Cavaliers | 15    | 8   | 25,5 | 48,7 | 0,0  | 62,3 | 6,4 | 0,9 | 0,5 | 0,9 | 12,3 |
| 1982-1983  | Phoenix Suns        | 16    | 1   | 17,8 | 48,7 | 0,0  | 66,0 | 3,7 | 1,7 | 0,3 | 0,3 | 8,8  |
| 1983-1984  | Phoenix Suns        | 72    | 67  | 26,3 | 53,6 | 0,0  | 72,0 | 4,8 | 2,6 | 0,3 | 0,4 | 14,7 |
| 1984-1985  | Phoenix Suns        | 70    | 58  | 25,5 | 50,1 | 0,0  | 74,6 | 5,5 | 2,2 | 0,4 | 0,7 | 14,9 |
| 1985-1986  | Phoenix Suns        | 52    | 51  | 25,3 | 54,2 | 0,0  | 70,2 | 5,8 | 1,4 | 0,4 | 0,6 | 16,3 |
| 1986-1987  | Phoenix Suns        | 14    | 9   | 21,7 | 51,8 | 0,0  | 77,1 | 4,3 | 1,4 | 0,4 | 0,5 | 12,0 |
| 1987-1988  | Phoenix Suns        | 43    | 42  | 32,0 | 46,9 | 0,0  | 63,5 | 7,8 | 1,7 | 0,3 | 0,7 | 15,7 |
| 1987-1988  | Detroit Pistons     | 26    | 2   | 12,6 | 47,5 | 0,0  | 73,8 | 3,0 | 0,2 | 0,1 | 0,2 | 5,4  |
| 1988-1989† | Detroit Pistons     | 76    | 1   | 16,5 | 50,0 | 0,0  | 68,6 | 3,0 | 0,6 | 0,1 | 0,4 | 7,3  |
| 1989-1990† | Detroit Pistons     | 82    | 70  | 27,8 | 49,8 | 0,0  | 74,9 | 4,2 | 0,8 | 0,3 | 0,5 | 14,5 |
| 1990-1991  | Detroit Pistons     | 72    | 70  | 26,4 | 48,4 | 50,0 | 72,9 | 3,8 | 0,9 | 0,2 | 0,4 | 13,6 |
| 1991-1992  | L.A. Clippers       | 72    | 11  | 20,0 | 46,5 | 0,0  | 73,1 | 2,8 | 0,7 | 0,3 | 0,5 | 9,7  |
| 1992-1993  | L.A. Lakers         | 52    | 0   | 11,9 | 45,2 | 0,0  | 71,2 | 1,9 | 0,8 | 0,2 | 0,1 | 6,3  |
| 1993-1994  | L.A. Lakers         | 45    | 2   | 10,4 | 46,4 | 0,0  | 68,4 | 1,4 | 0,5 | 0,1 | 0,1 | 4,7  |
| 1994-1995  | Portland T. Blazers | 28    | 0   | 9,5  | 38,6 | 0,0  | 64,7 | 1,5 | 0,3 | 0,2 | 0,3 | 2,7  |
| 1995-1996† | Chicago Bulls       | 28    | 0   | 9,8  | 37,3 | 0,0  | 61,5 | 1,4 | 0,4 | 0,0 | 0,3 | 3,5  |
| Carriera   | Carriera            | 1.168 | 631 | 24,3 | 49,5 | 4,8  | 69,8 | 5,1 | 1,3 | 0,4 | 0,7 | 12,7 |

#### Play-off
| Anno     | Squadra             | PG  | PT | MP   | TC%  | 3P% | TL%  | RP  | AP  | PRP | SP  | PP   |
| -------- | ------------------- | --- | -- | ---- | ---- | --- | ---- | --- | --- | --- | --- | ---- |
| 1981     | Indiana Pacers      | 2   | 0  | 28,0 | 29,2 | 0,0 | 0,0  | 7,0 | 2,5 | 0,5 | 0,5 | 7,0  |
| 1983     | Phoenix Suns        | 3   | 0  | 18   | 42,3 | 0,0 | 0,0  | 6,0 | 1,3 | 0,3 | 0,3 | 9,3  |
| 1984     | Phoenix Suns        | 17  | 0  | 27,2 | 49,2 | 0,0 | 70,6 | 5,4 | 1,6 | 0,2 | 0,6 | 13,8 |
| 1988     | Detroit Pistons     | 22  | 2  | 14,0 | 50,9 | 0,0 | 65,9 | 3,1 | 0,5 | 0,1 | 0,5 | 6,3  |
| 1989†    | Detroit Pistons     | 17  | 0  | 18,6 | 47,1 | 0,0 | 78,4 | 2,1 | 0,7 | 0,1 | 0,5 | 7,1  |
| 1990†    | Detroit Pistons     | 20  | 20 | 26,8 | 49,4 | 0,0 | 60,4 | 3,6 | 0,7 | 0,3 | 0,6 | 14,3 |
| 1991     | Detroit Pistons     | 15  | 11 | 23,0 | 40,7 | 0,0 | 69,1 | 2,5 | 0,6 | 0,1 | 0,2 | 10,7 |
| 1992     | L.A. Clippers       | 5   | 0  | 17,4 | 41,7 | 0,0 | 63,2 | 2,6 | 0,6 | 0,2 | 0,2 | 6,4  |
| 1993     | L.A. Lakers         | 3   | 0  | 4,7  | 75,0 | 0,0 | 0,0  | 0,7 | 0,0 | 0,0 | 0,0 | 2,0  |
| 1995     | Portland T. Blazers | 1   | 0  | 4,0  | 0,0  | 0,0 | 0,0  | 0,0 | 0,0 | 0,0 | 0,0 | 0,0  |
| 1996†    | Chicago Bulls       | 6   | 0  | 4,7  | 44,4 | 0,0 | 75   | 0,7 | 0,0 | 0,0 | 0,0 | 1,8  |
| Carriera | Carriera            | 111 | 33 | 19,9 | 46,8 | 0,0 | 68,2 | 3,2 | 0,8 | 0,2 | 0,4 | 9,3  |

## Palmarès
- Campionato NBA: 3

Detroit Pistons: 1989, 1990
Chicago Bulls: 1996